# 國立陽明交通大學博愛校區
國立陽明交通大學博愛校區位於新竹市東區博愛街75號，是原國立交通大學（現國立陽明交通大學）在台復校最早的校區，佔地約11公頃。1980年光復校區行政大樓完工，校本部正式遷入辦公，學校重心也由博愛校區轉移到了光復校區。
博愛校區用途近年轉為生醫科技的教學研究，2018年前瞻跨領域生醫工程大樓「賢齊館」落成，目前正在興建竹銘醫院預計2027年完工。

## 歷史沿革

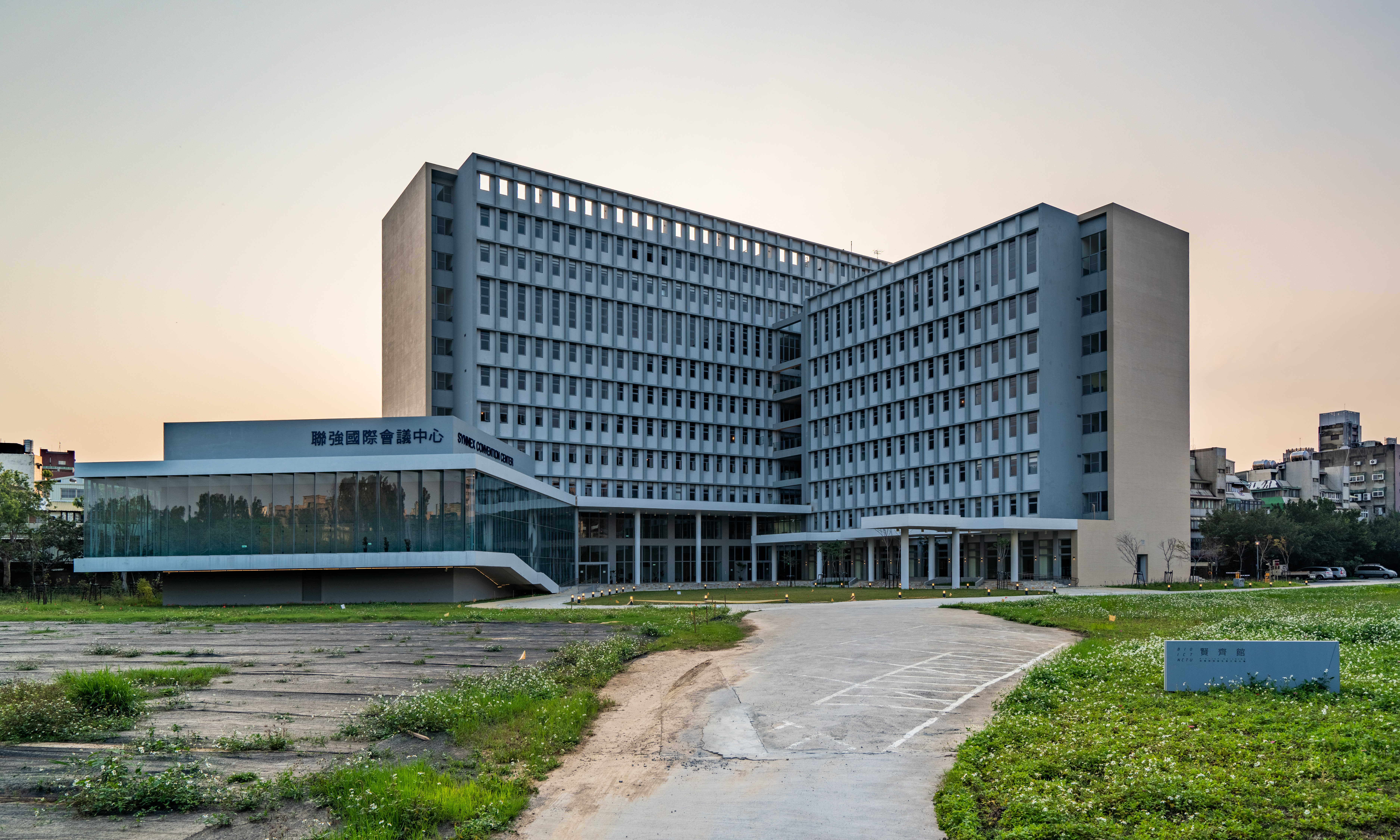
2018年完工的賢齊館

博愛校區為1958年國立交通大學在臺復校時，為了設立電子研究所，因此政府徵收位於新竹市郊十八尖山下博愛街三公頃土地，以校友會捐款及美援經費補助興建第一棟校舍。第一棟校舍即今日博愛校區內為紀念前校長淩鴻勛而命名之竹銘館（淩鴻勛字竹銘），當時為教學研究、辦公與員生住宿之館舍。直到1960年才興建第二棟校舍小型圖書館一座；相較於國立清華大學而言，可真是篳路藍縷。1964年恢復大學部後，先後增設四個學系，學生人數日益增加，也陸續收購附近土地至十二公頃，並開始大興土木，讓校舍建築除原有之竹銘館外，更增加了許多建築來提升競爭力；而原本的小型圖書館則改為學生活動中心，另闢一棟建築為圖書館。之後隨著光復校區的成立，1981年圖書館移動至光復校區。
但是1973年時，交大全校已有9系2所，原有校地已經無法容納龐大的學生量；當時校長（工學院院長）盛慶琜為了達成之後擴充系所計畫的需要，於是到處奔走尋覓新的校地。交大首先洽詢鄰近原本有意遷校的新竹商職讓地的意願，後因新竹商職校友會反對而終止。
1974年，桃園縣、高雄縣及高雄市先後致意於該校之遷校，桃園縣提供辨天池土地30公頃，高雄縣市提供高雄市區土地三處暨高雄縣轄澄清湖畔良地達50公頃，高雄市市長王玉雲及當地紳商並且允諾資助遷校費用新臺幣5千萬元，當時交大師生也表達了遷校高雄的高度意願，此案幾成定局。行政院院長蔣經國到新竹，地方議會也極力陳情要求交大不要搬走。新竹縣縣長林保仁向蔣經國請示：「像新竹這樣有清大、交大和工研院這麼多學術研究單位集中的縣市，全國找不到第二個。要配合建設科學園區，我們加強這裡的學術研究機構都來不及，沒有道理還要瓦解原有的學術機構。」蔣經國聽了，當場答應會考慮交大遷校的事，為了讓清大、交大、工研院等學術陣容不要分散，並一同配合發展科學工業園區，因此最後決定不搬遷。在林保仁奔走之下，最後找到中華民國陸軍威武營區（光復校區），幾經協調，軍方都不同意；最後蔣經國一語「科學也是國防」說服了軍方，讓交大繼續留在新竹。
1978年，交大奉准有償撥用陸軍威武營區，並徵收周邊民地，共約三十餘公頃，闢建為光復校區。1978年6月，新生館落成；1980年9月，行政大樓落成，校本部正式遷入辦公，學校重心從此由博愛校區轉移到了光復校區。
2021年合校後，於此校區籌設300床的醫療財團法人竹銘基金會竹銘醫院，專攻智慧醫療，預計2027啟用。
2024年1月，原生科實驗室改稱「書田館」並重建，引入溼式實驗室、細胞培養室以及模擬病房等專攻工程醫學的設備，提供醫學院生研究之用，陽明交大校長林奇宏與醫學院陳震寰院長以及醫學系醫師工程師組的學生均出席了開幕儀式。

## 校園環境
博愛校區是交通大學最早的校地，時代變遷的痕跡至今依然清晰可見，早期建築風格仍在，目前「生物科技學院」為主要的使用單位。行政單位隨著光復校區的成立，大多已搬遷至光復校區。目前博愛校區行政單位僅有「事務處」、「學生活動中心」；教學場館則有奈米中心、竹銘館、教學大樓、實驗一館、實驗二館（前瞻火箭研究中心實驗室所在地）、生科實驗館、生科實驗二館、創新育成中心，其中生科實驗館目前已改裝成重建成「書田館」提供醫學系學生使用。

### 校門
博愛校區的校門目前有兩座－北大門、南大門，其中北大門也為博愛校區的主要校門。自1958年在台復校以來，博愛校區的大門，歷經風華始終如一。北大門右側有造景、石椅，提供訪客與居民乘涼。北大門右側有紀念碑，記錄著博愛校區的發展史。
- 北大門（博愛街）
- 北大門紀念碑
- 北大門紀念碑

### 景觀
大草坪
- 竹銘館前景緻（飲水思源）
- 大草坪

### 教學場館
校園建築的使用方式，在光復校區的成立後有很大的改變，原小型圖書館，變成「學生活動中心」，奈米中心則搬往光復校區的固態系統大樓中，其他的建築還包括：竹銘館、教學大樓、實驗一館、實驗二館、生科實驗館（2024年改稱書田館）、生科實驗二館、創新育成中心。
- 竹銘館
- 生科實驗館（今書田館）

### 飲食設施
目前博愛校區並無餐廳進駐，僅有理髮部、外工房，不過周遭有許多小吃店，提供學生飲食的服務。

### 體育設施
運動設施部份則闢建足球場、游泳池，排球、網球等各類球場數座，看似運動設施不足，但是陽明交通大學目前專用的足球場地，僅在博愛校區。而在光復校區游泳池改建完工前，博愛校區的游泳池成了學生游泳的熱門場所。

### 教職員生宿舍
學生宿舍為逸軒、第二～六舍
教職員的住宿位於博愛校區附近則為「學人食品路招待所」、「九龍招待所」、「學府路工警宿舍」，提供教授、員工住宿，讓教職員有休息空間。

## 外部連結
- 校園導覽：博愛校區
- 國立陽明交通大學（页面存档备份，存于）